# Allen (Oklahoma)
Allen es un pueblo ubicado en los condados de Hughes y Pontotoc en el estado estadounidense de Oklahoma. En el año 2010 tenía una población de 932 habitantes y una densidad poblacional de 295,71 personas por km².

## Geografía
Allen se encuentra ubicado en las coordenadas 34°52′41″N 96°24′43″O / 34.87806, -96.41194 (34.878022, -96.411895).

## Demografía
Según la Oficina del Censo en 2000 los ingresos medios por hogar en la localidad eran de $22,632 y los ingresos medios por familia eran $26,845. Los hombres tenían unos ingresos medios de $21,739 frente a los $17,500 para las mujeres. La renta per cápita para la localidad era de $10,928. Alrededor del 20.4% de la población estaban por debajo del umbral de pobreza.